# سوخا (ناحیه ییهلاوا)
سوخا (به چکی: Suchá) یک منطقهٔ مسکونی در جمهوری چک است که در ناحیه ییهلاوا واقع شده‌است. سوخا ۱۱٫۴۸ کیلومتر مربع مساحت و ۲۵۲ نفر جمعیت دارد و ۵۴۲ متر بالاتر از سطح دریا واقع شده‌است.